# Maddy Tyers
Maddy Tyers (nom complet : Madeline Graces Tyers ; née le 7 août 1989 à Melbourne) est une actrice australienne.

## Biographie
Durant son parcours scolaire, Maddy Myers a joué à l'école dans des représentations de Fame, Cabaret, Macbeth, et Alice au pays des merveilles. Plus tard, elle est apparue dans des spots publicitaires à la télévision. Elle a ensuite joué le rôle d'Amanda Tucci dans la série télévisée Son Altesse Alex. Maddy Tyers envisage des études en vue de devenir productrice de film et de télévision.